# Филипп III Арридей
Филипп III Арридей (др.-греч. Φίλιππος Ἀῤῥιδαῖος; имя при рождении «Арридей», 358/357 год до н. э. — убит в 317 до н. э.) — македонский царь, номинально правивший в 323—317 годах до н. э.
Арридей родился в семье македонского царя Филиппа II и фессалийской аристократки из рода Алевадов Филинны. Как первенец царя Арридей мог стать престолонаследником, однако из-за того, что он оказался умственно отсталым, македоняне после убийства Филиппа II не рассматривали его в качестве своего царя. Согласно античной традиции, слабоумие Арридея было следствием отравления женой Филиппа II и матерью Александра Олимпиадой.
Античные источники умалчивают о судьбе Арридея во время царствования Александра. После смерти Александра в 323 году до н. э. перед войском встал вопрос о престолонаследии. После кратковременной смуты, в ходе которой были озвучены имена нескольких потенциальных наследников Александра, новым формальным царём стал Арридей, который при коронации принял имя Филиппа. Регентом при умственно отсталом Филиппе III Арридее был назначен Пердикка, который и стал фактическим правителем Македонской империи. За шесть лет и четыре месяца своего царствования Арридей оставался лишь инструментом в руках попечителей, которые от его лица принимали решения — вначале Пердикки, затем Антипатра, Полиперхона и собственной супруги Эвридики. В ходе очередной смены власти в Македонии Филипп III Арридей с женой попали в плен к Олимпиаде, которая приказала убить царя, а Эвридике отправила меч, верёвку и яд, чтобы та сама выбрала способ самоубийства.
Согласно оценкам современных историков, назначение царём громадной и молодой Македонской империи недееспособного Филиппа III Арридея было фатальным. В условиях отсутствия сильного и легитимного правителя сатрапы провинций почувствовали себя полновластными хозяевами на подконтрольных лично им территориях, что стало одной из причин начала кровопролитных войн диадохов.

## Биография

### Происхождение. Ранние годы

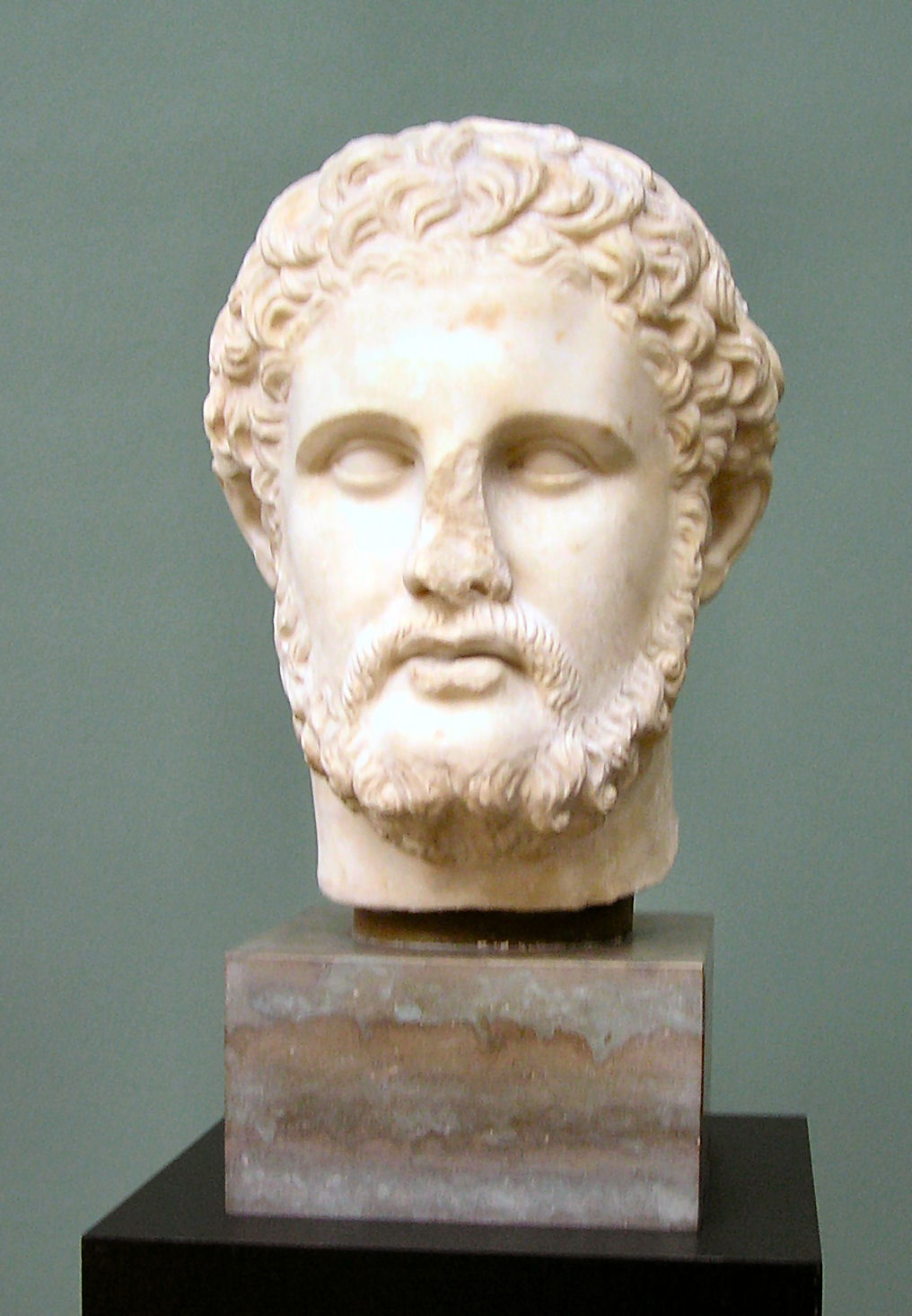
Отцом Арридея был македонский царь Филипп II.
Бюст Филиппа II. Новая глиптотека Карлсберга, Копенгаген, Дания

Арридей родился в 358 или 357 годах до н. э. в семье македонского царя Филиппа II и фессалийской аристократки из рода Алевадов Филинны. В ряде античных источников приведены недостоверные сведения о происхождении Арридея. Афиней, со ссылкой на Сатира Перипатетика, и Юстин писали, что в молодости мать Арридея Филинна была «танцовщицей», а Плутарх — «распутницей». Данные сведения являются следствием пропаганды тех сподвижников Александра Македонского, которые после смерти царя выступали против права наследования со стороны его единокровного брата. Также, по одной из версий, называя Филинну «распутницей» древние авторы критиковали полигамные отношения при дворе македонского царя.
Отдельная, связанная с именем Арридея, дискуссия в историографии касается фрагмента из трактата Арриана «После Александра», где Амфимах назван братом нового царя Арридея. Г. Берве воспринял этот фрагмент дословно, предположив, что Амфимах был братом Арридея и сыном Филинны от первого брака. Д. Огден даже предположил, что наличие у Филинны ребёнка от первого брака стало одним из факторов из-за которых роль престолонаследника отошла к Александру. Другие историки, в том числе К. Ю. Белох и В. Хеккель, высказали мнение, что Амфимах был братом тёзки царя военачальника Арридея, которого Арриан ошибочно перепутал с сыном Филиппа II. Они подчёркивали, что двух Арридеев спутал также в одном из фрагментов своего сочинения Юстин. А. Миус отметил, что у историков недостаточно информации, чтобы подтвердить или опровергнуть какую-либо из этих версий.
Античные источники представляют Арридея слабоумным и «не в полном уме», страдающим «неизлечимой умственной болезнью» и «ничем не отличающимся от младенца» человеком. Й. Уортингтон отметил, что природа заболевания Арридея неизвестна, однако привёл три гипотезы её причин. Возможно, у ребёнка проявилась эпилепсия. Также, не исключено, что ребёнок травмировался, либо, как указывали античные авторы, был в детстве отравлен другой женой Филиппа II и матерью Александра, которому она хотела обеспечить престол, Олимпиадой. Третья версия, хоть и выглядит маловероятной, не лишена определённых оснований. Арридей был старше Александра и, соответственно, имел все основания претендовать на престол в будущем. В детстве, когда оба ребёнка были слишком малы, болезнь Арридея была незаметной и, соответственно, он потенциально был главным соперником для Александра в качестве наследника престола. Ряд эпизодов из жизни Олимпиады, в которых она проявила себя жестокой, даже по меркам античности, и властолюбивой женщиной, свидетельствуют, что царица могла пойти на преступление ради властных амбиций собственных потомков. Не все современные историки согласны в данном случае с античными источниками. Так, М. Фонтана утверждал, что Арридей имел здравый ум, а рассказы о его слабоумии являлись выдумкой античных авторов. Э. Д. Кэрни, напротив, в своём исследовании пришла к выводу, что Арридей был физически здоровым человеком с умственной отсталостью.
В 337 году до н. э. правитель Карии Пиксодар отправил к Филиппу II послов с предложением женитьбы между своей дочерью Адой и Арридеем. По мнению историка И. Г. Дройзена, Пиксодар предлагал македонскому царю породниться домами, а уже Филипп II выбрал на роль супруга Ады Арридея. Однако свадьба не состоялась. Друзья и мать Александра стали убеждать юного царевича, что таким образом царь «блестящей женитьбой и сильными связями хочет обеспечить Арридею царскую власть». Обеспокоенный этим Александр отправил к Пиксодару Фессала с тем, чтобы убедить карийского династа выдать свою дочь замуж за себя, а не слабоумного Арридея. Возможно, Александр предполагал переехать в Карию, так как не надеялся вскоре занять македонский трон. Предложение пришлось Пиксодару по душе и он ответил согласием. Эта новость вызвала у Филиппа II ярость. Царь не только назвал Александра «человеком низменным, недостойным своего высокого положения», но и изгнал друзей сына Птолемея, Гарпала, Неарха, Лаомедона и Эригия из Македонии.
После прихода к власти в 336 году до н. э. Александр истребил всех лиц, которые могли как-либо угрожать его власти. Арридей в ходе этой чистки не пострадал. По одной версии, молодой царь не видел в умственно отсталом брате соперника; по другой, — испытывал к нему братские чувства. Античные источники умалчивают о судьбе Арридея во время царствования Александра. Предположительно, македонский царь держал его на всякий случай при своём дворе. Во всяком случае, на момент смерти Александра Арридей находился там же где и его брат в Вавилоне.

### Царствование
В 323 году до н. э. после смерти Александра перед войском встал вопрос о престолонаследии. Процесс выбора нового царя описан в нескольких античных источниках с определёнными разночтениями в деталях. После кратковременной смуты, в ходе которой были озвучены имена нескольких потенциальных наследников Александра, новым формальным царём стал Арридей, который при коронации принял имя Филиппа. Также, его соправителем должен был стать неродившийся на тот момент сын Александра от Роксаны. Регентом при двух неспособных управлять громадной империей царях стал военачальник Пердикка.
В статусе царя Филипп III Арридей сопровождал Пердикку в его военных кампаниях в Каппадокию и Писидию. К этому времени относится свадьба Филиппа III Арридея, состоявшаяся при особых обстоятельствах. После смерти Александра единокровная сестра Филиппа III Арридея Кинана, которая имела собственные властные амбиции, предложила руку своей дочери Адеи, которой было около 15 лет, новоизбранному царю. Для Кинаны не была тайной умственная отсталость предполагаемого зятя. Современники не воспринимали Арридея самостоятельной фигурой. Соответственно, он мог стать игрушкой в руках властной и амбициозной супруги. Титул царя и формальная высшая власть Филиппа III Арридея давали возможность воплотить в жизнь честолюбивые планы Кинаны относительно будущего дочери. В браке мог родиться наследник царского престола без примесей персидской крови, что для македонян имело большое значение.
Античные источники передают запутанную и полную приключений историю обстоятельств свадьбы. Брак между царём и Адеей противоречил интересам наиболее влиятельных лиц в Македонской империи Пердикки и Антипатра, так как потенциально мог ограничить их собственную власть. Кинана с небольшим войском выступила из Македонии. А. А. Клеймёнов датировал событие 323 годом до н. э., А. С. Шофман — октябрём 322 года до н. э. В области Стримона её попытался задержать наместник царя в Македонии Антипатр. Кинана с дочерью прорвали линию войск Антипатра, после чего форсированным маршем последовали к Геллеспонту. Пердикка, в свою очередь, отправил на встречу Кинане войско под командованием своего брата Алкеты с приказом доставить к нему непокорную женщину живой или мёртвой. Однако войско Алкеты отказалось вступить сражение с дочерью Филиппа II. Кинана выступила перед македонянами с речью о своём царственном происхождении, неблагодарности Алкеты и измене Пердикки. В этих условиях Алкета приказал убить Кинану. Последующий ропот войска, который грозил перейти в открытое неповиновение, заставил Пердикку согласиться на брак между Адеей и Филиппом III Арридеем. Регент империи предполагал, что находившиеся в его лагере царь и царица будут под неусыпным контролем и, при необходимости, он сможет легко от них избавиться. Во время свадьбы Адея взяла имя Эвридики. Этим она подчёркивала свою родственную связь со своим дедом Филиппом II, чьи мать и жена носили такое же имя.
Из Писидии Филипп III Арридей с супругой вместе с основным войском Пердикки отправились в Египет. Во время этого похода Пердикка был убит собственными военачальниками. Смерть регента создала определённый вакуум власти в Македонской империи. Новыми регентами стали Пифон с Арридеем. Остаётся неясным, был ли их статус временным или постоянным. Не все диадохи были довольны назначением Пифона и Арридея регентами империи. Также к этому времени относится конфликт между регентами и женой царя Эвридикой. Честолюбивая царица вмешивалась в политические процессы, а также потребовала передачи полноты власти её умственно отсталому супругу, на которого имела непосредственное влияние. По утверждению Диодора, Пифон с Арридеем «созвали заседание совета и подали в отставку; после чего македоняне избрали Антипатра опекуном с полной властью». По мнению С. В. Смирнова, это утверждение выглядит неправдоподобным. Историк считал, что отставка Пифона и Арридея могла быть вызвана тем, что военачальники не справились с возложенной на них властью и смутой в войске.
После этого Филипп III Арридей непродолжительное время пробыл при дворе Антигона во Фригии, после чего перебрался в Македонию к Антипатру. Вскоре, в 319 году до н. э., престарелый Антипатр умер передав должность регента империи и обязанность опеки над царями Полиперхону, который, как и его предшественники, использовал контроль над царями в своих целях. От имени Филиппа III Арридея им был издан подтверждающий привилегии греческих полисов, которые те имели при Филиппе II и Александре, указ. Также, Плутарх и Корнелий Непот упоминали Филиппа III Арридея, который находясь рядом с Полиперхоном принял афинское посольство. Согласно Плутарху, в какой-то момент царь вскочил и хотел поразить одного из послов копьём, но Полиперхон охватил его руками, не допустив убийства.
Вскоре, на фоне серии неудач Полиперхона во время военной кампании в Греции, Эвридика, которая реально руководила своим умственно отсталым супругом, перешла на сторону врагов регента Антигона и Кассандра. От имени супруга она письмом уведомила Полиперхона, что новым регентом становится Кассандр, которому следует передать управление царской армией.

### Гибель
В этих крайне сложных обстоятельствах Полиперхон отправился в Эпир, где реальной властью на тот момент обладала Олимпиада. Полиперхон предложил Олимпиаде вернуться в Македонию и, по одной из версий, стать его соправительницей. С эпирским войском Олимпиада вторглась в Македонию в 317 году до н. э. Кассандр не пришёл на помощь союзнице Эвридике. Н. Хаммонд привёл две версии такого поступка Кассандра. По одной из них, он хотел поражения Эвридики, а по другой — предполагал проигрыш и принял решение не рисковать своим войском и жизнью. В сражении при Эвии, которая предположительно находилась на границе между Македонией и Эпиром, по утверждению античного историка Дурида Самосского, женщины сами вели свои войска в бой: «первая [Олимпиада] — подобно вакханке, при звуках тимпанов, а вторая [Эвридика] — облёкшись в македонское вооружение, подобно амазонке». Македонские воины при виде Олимпиады и её внука, сына Александра Македонского, отказались повиноваться Эвридике и без боя перешли на сторону её соперницы.
Согласно Диодору Сицилийскому, Филипп III Арридей сразу попал в плен. Эвридика пыталась бежать в Амфиполь к одному из своих советников Поликлу, но её схватили по пути. Олимпиада жестоко обошлась с пленниками. Сначала их замуровали в небольшой комнате и кормили через узкую щель. Затем она приказала неким фракийцам зарезать Филиппа III Арридея. Эвридика получила меч, верёвку и яд с тем, чтобы самой выбрать способ самоубийства. Диодор Сицилийский считал, что таким образом Олимпиада проявила свою особую враждебность к Эвридике. Согласно Клавдию Элиану и Диодору, Эвридика помолилась, в присутствии слуг прокляла Олимпиаду, пожелав ей сходную судьбу, после чего оплакала мужа и повесилась на собственном поясе. Историки датируют смерть Эвридики и Филиппа III Арридея октябрём—ноябрём 317 года до н. э..
Впоследствии, после победы над Полиперхоном и Олимпиадой Кассандр в 316 году до н. э. перезахоронил тела Филиппа III Арридея, Эвридики и Кинаны в царской гробнице в Эгах с соответствующими почестями. Новый правитель Македонии использовал имя Арридея, который формально вручил ему статус регента, в своих политических целях.
В XX веке археологи обнаружили комплекс царских гробниц, в одной из которых, предположительно гробнице II, был захоронен Филипп III Арридей с супругой.

## Изображения. Монеты

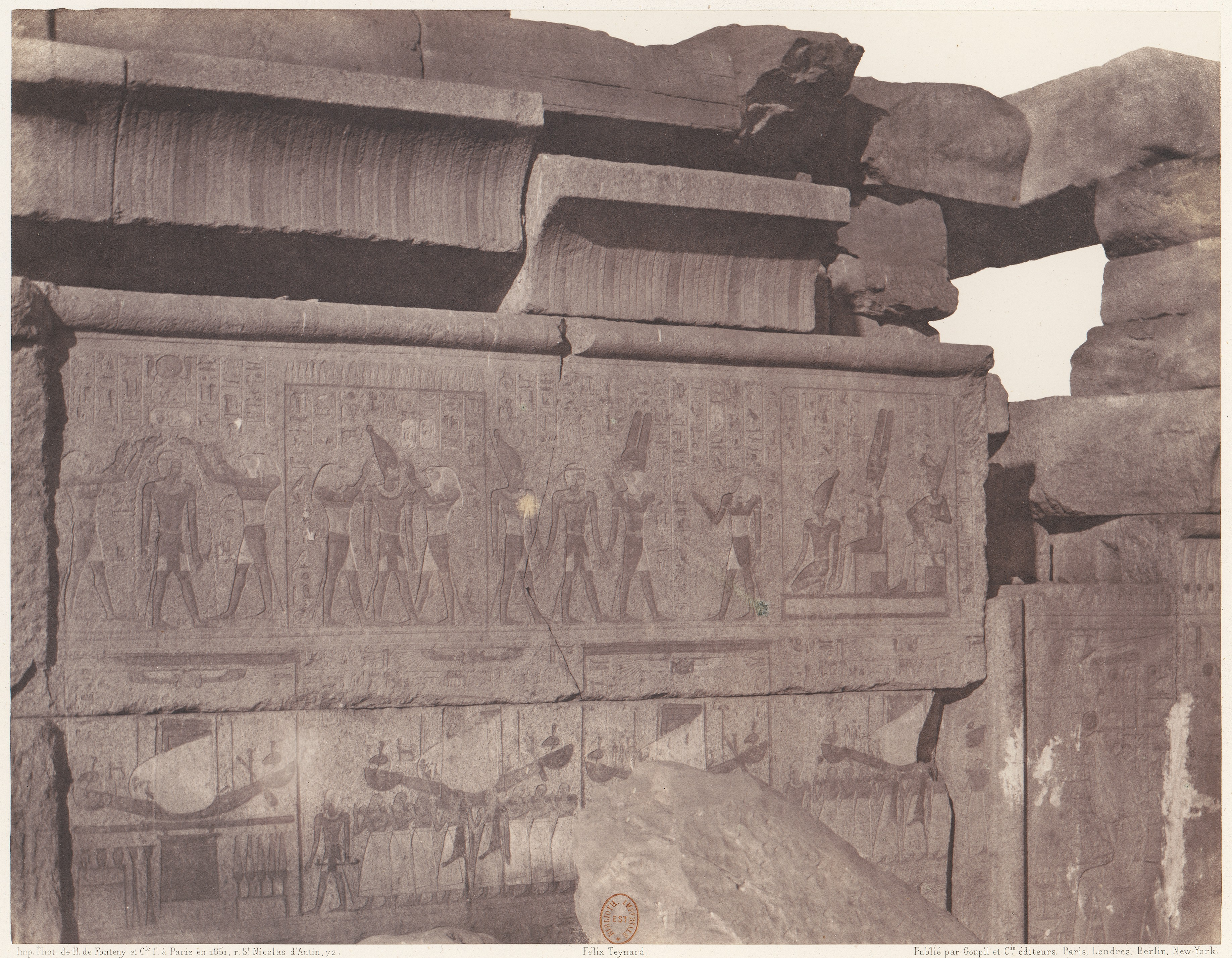
Амон-Ра (второй справа) благословляет Филиппа III Арридея (третий справа). Карнакский храм

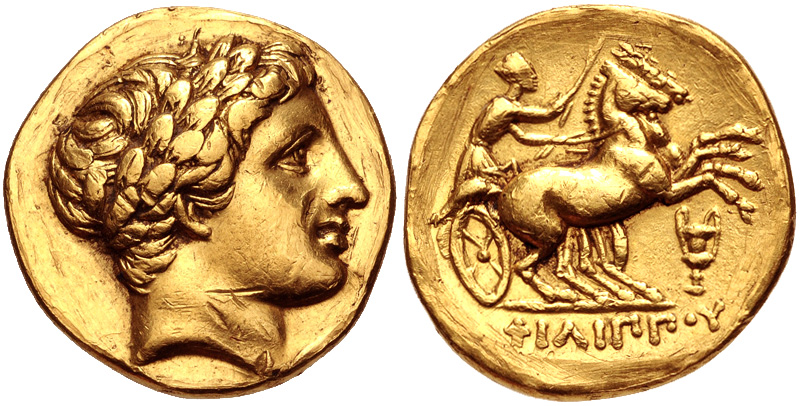
Золотой статер с изображением Аполлона на аверсе и именем Филиппа на реверсе

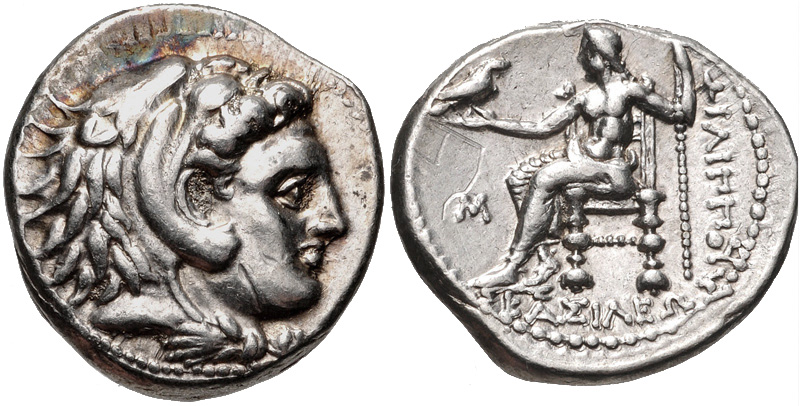
Тетрадрахма Филиппа III Арридея

Хоть Филипп III Арридей и не обладал никакой реальной властью, формально он был царём Македонской империи, которая включала в том числе и Египет. Изображение формального царя Филиппа III Арридея в виде фараона поместили в одном из карнакских храмов. Также, в музее герцога Антона Ульриха в Брауншвейге экспонируется гранитная древнеегипетская фигурка высотой около 52 см. коленопреклонённого Филиппа III Арридея
Серебряные монеты времён формального правления Филиппа III Арридея по сути не отличались от его предшественника Александра. На аверс помещали изображение Геракла в львиной шкуре. Возможно, изображение мифологического героя имело сходные черты с портретом царя. Также на различных монетных дворах Македонской империи чеканили золотые статеры с изображением Афины или Аполлона на аверсе. На реверс помещали имя Филиппа.

## Оценки
Плутарх назвал Филиппа III Арридея фантомом царя, который занял трон лишь в силу происхождения, после чего был игрушкой в руках собственных попечителей и жены. «Случайный» характер воцарения «полоумного» Арридея, которому впрочем хватало ума до последнего отказываться от царской диадемы, отмечают и современные историки. За шесть лет и четыре месяца своего царствования Арридей оставался лишь инструментом в руках попечителей, которые от его лица принимали решения — вначале Пердикки, затем Антипатра, Полиперхона и собственной супруги.
Избрание царём недееспособного Арридея, которого никто не воспринимал самостоятельной политической фигурой, было фатальным для громадной и молодой Македонской империи. В условиях отсутствия сильного и легитимного правителя сатрапы провинций почувствовали себя полновластными хозяевами на подконтрольных лично им территориях, что стало одной из причин начала кровопролитных войн диадохов.

### Исследования
- Дройзен И. Г. История эллинизма. История Александра Великого. — М.: Академический Проект, 2011. — 623 с. — (Технологии истории). — ISBN 978-5-8291-1304-9.
- Дройзен И. Г. История эллинизма. — Ростов н/Д.: Феникс, 1995. — Т. 2. — 544 с. — ISBN 5-85880-079-3.
- Зограф А. Н. Античные монеты. — М.; Л.: Издательство академии наук СССР, 1951. — 265 с. — 4000 экз.
- Киляшова К. А. Политическая роль женщин при дворе македонских царей династии Аргеадов. Диссертация на соискание учёной степени кандидата исторических наук / Научный руководитель доктор исторических наук, профессор Э. В. Рунг. — Казань: Казанский (Приволжский) федеральный университет, 2018.
- Клеймёнов А. А. Варварский взгляд на гендерную роль: о македонских воительницах IV века до н.э. // Цивилизация и варварство: гендерные парадоксы варварства  / В.П. Буданова (Ред.). — М.: Аквилон, 2022. — Вып. XI. — С. 119—145. — doi:10.21267/AQUILO.2022.11.11.004.
- Смирнов С. В. Пифон — наследник Александра в тени великих современников // Вестник древней истории. — М.: Наука, 2014. — Вып. 290, № 3. — С. 31—46.
- Уортингтон Й[нем.]. Филипп II Македонский. — СПб. — М.: Евразия — ИД Клио, 2014. — 400 с. — ISBN 978-5-91852-053-6.
- Шахермайр Ф. Александр Македонский. — Ростов н/Д.: Феникс, 1997. — 576 с. — ISBN 5-85880-313-Х.
- Шофман А. С. Распад империи Александра Македонского / Печатается по постановлению редакционно-издательского совета Казанского университета. Отв. редактор В. Д. Жигунин. — Казань: Издательство Казанского университета, 1984.
- Berve H. Das Alexanderreich auf prosopographischer Grundlage (нем.). — München: C. H. Beck`sche Verlagsbuchhandlung, 1926. — Vol. 2.
- Billows R. Antigonos the One-eyed and the Creation of the Hellenistic State (англ.). — Berkeley; Los Angeles; London: University of California Press, 1997. — ISBN 0-520-06378-3.
- Carney E. D.[англ.]. Women and Monarchy in Macedonia (англ.). — Norman: University of Oklahoma Press, 2000. — ISBN 0-8061-3212-4.
- Carney E. D.[англ.]. The Trouble with Philip Arrhidaeus (англ.) // Ancient History Bulletin. — 2001. — Vol. 15. — P. 63—89.
- Carney E. D.[англ.]. Olympias. Mother of Alexander the Great (англ.). — New York • London: Routledge, 2006. — 221 p. — (Women of the Ancient World). — ISBN 0-415-33316-4.
- Greenwalt W. The Search for Arrhidaeus (англ.) // The Ancient World. — 1984. — Vol. 10. — P. 69—77.
- Hammond N. G. L., Walbank F. W. A History of Macedonia (англ.). — Oxford: Clarendon Press, 1988. — Vol. III: 336-167 B.C.. — ISBN 0-l9-814814-1.
- Hammond N. G. L. Philip of Macedon (англ.). — Baltimore: The John Hopkins University Press, 1994. — ISBN 0-8018-4927-6.
- Heckel W. Who's Who in the Age of Alexander and his Successors. From Chaironea to Ipsos (338—301 BC) (англ.). — Barnsley: Greenhill Books, 2021. — 554 p. — ISBN 978-1-78438-648-1.
- Meeus A. What We Do Not Know About the Age of the Diadochi: the Methodological Consequences of the Gaps in the Evidence // After Alexander. The time of the diadochi (323–281 BC) (англ.) / edited by Víctor Alonso troncoso and edward M. Anson. — Oxford: Oxbow Books, 2013. — P. 84—98. — ISBN 978-1-84217-509-5.
- Miron D. Transmitters and Representatives of Power: Royal Women in Ancient Macedonia (англ.) // Ancient Society. — Leuven: Peeters Publishing, 2000. — Vol. 30. — P. 35—52. — ISSN 0066-1619. — JSTOR 44079805.
- Ogden D. Polygamy, Prostitutes and Death the Hellenistic Dynasties (англ.). — London: Duckworth&Co, Ltd., 1999. — ISBN 0715629301.
- Rice M. Philip Arrhidaeus // Who's Who in Ancient Egypt (англ.). — L.; N. Y.: Routledge, 2002. — P. 153. — ISBN 0-415-15448-0.
- Roisman Joseph. Alexander`s Veterans and the Early Wars of the Successors (англ.). — Austin: University of Texas Press, 2013. — 281 p. — (Fordyce W. Mitchel Memorial Lecture Series). — ISBN 978-0-292-75431-7.
- Sharples I. Curtius' Treatment of Arrhidaeus (англ.) // Mediterranean Archaeology. — Meditarch, 1994. — Vol. 7. — P. 53—60. — JSTOR 24667801.
- Tinius I. Altägypten in Braunschweig: die Sammlungen des Herzog-Anton-Ulrich-Museums und des Städtischen Museums (нем.). — Wiesbaden: Harrassowitz Verlag, 2011. — ISBN 978-3-447-06441-5. — doi:10.24355/DBBS.084-201807251222-0.